# Фахреттін Коджа
Фахреттін Коджа (тур. Fahrettin Koca, 2 січня 1965, Конья) — турецький лікар і політичний діяч. Він є міністром охорони здоров'я в 66-му уряді Туреччини.

## Ранні роки й освіта
Фахреттін Коджа народився 2 січня 1965 року в курдській родині в селі Омеранлі в районі Кулу Коньї. Початкову та базову середню освіту він отримав у Коньї, а повну середню освіту отримав у Бурсі. Після закінчення медичної школи Стамбульського університету в 1988 році він отримав диплом лікаря. Коджа закінчив спеціалізацію на кафедрі дитячого здоров'я та хвороб медичної школи Серрахпаша Стамбульського університету.

## Кар'єра
Фахреттін Коджа розпочав працювати педіатром у 1995 році. Він працював лікарем і медичним директором у різних закладах охорони здоров'я. Фахреттін Коджа був головою опікунської ради Стамбульського університету Медіпол, який був заснований у 2009 році Фондом освіти, здоров'я та досліджень (TESA), президентом-засновником якого він був. Фахреттін Коджа є членом Турецького педіатричного інституту, Асоціації дитячого метаболізму та харчування, та Асоціації медичних закладів приватних лікарень (OHSAD). Він також є віце-президентом Ділової ради Комітету з питань освіти Ради зовнішньоекономічних відносин і президентом Асоціації університетських лікарень.

### Політична кар'єра
Після загальних виборів 2018 року, проведених відповідно до поправок, внесених на конституційному референдумі 2017 року, президент Реджеп Тайїп Ердоган призначив Фахреттіна Коджа міністром охорони здоров'я. Він вступив на посаду 10 липня 2018 року.